# Careful What You Wish For
Careful What You Wish For – szósty album zespołu Texas wydany w roku 2003. Doszedł do 5 miejsca oficjalnej listy UK Albums Chart w Wielkiej Brytanii gdzie spędził osiem tygodni. Po około 2 miesiącach od wydania 5 grudnia 2003 uzyskał status złotej przyznany przez British Phonographic Industry za sprzedaż ponad 100.000 egzemplarzy

## Lista utworów
| Nr  | Tytuł utworu                               | Autorzy                                  | Długość |
| --- | ------------------------------------------ | ---------------------------------------- | ------- |
| 1.  | „Telephone X”                              | Spiteri / McElhone / Campbell / McGovern | 3:42    |
| 2.  | „Broken”                                   | Spiteri / McElhone / Chambers            | 3:26    |
| 3.  | „Carnival Girl (feat. Kardinal Offishall)” | Spiteri / McElhone / Harrow              | 4:04    |
| 4.  | „I’ll See It Through”                      | Spiteri / McElhone / Chambers            | 4:03    |
| 5.  | „Where Did You Sleep?”                     | Spiteri / McElhone / Chambers            | 4:01    |
| 6.  | „And I Dream”                              | Spiteri / McElhone                       | 3:57    |
| 7.  | „Careful What You Wish For”                | Spiteri / McElhone                       | 3:30    |
| 8.  | „Big Sleep”                                | Spiteri / McElhone                       | 2:33    |
| 9.  | „Under Your Skin”                          | Spiteri / McElhone / McGovern            | 3:42    |
| 10. | „Carousel Dub (feat. Suncycle)”            | Spiteri / McElhone / Suncycle / Evans    | 2:06    |
| 11. | „Place in My World (feat. Dolomite)”       | Spiteri / McElhone / Williamson / Evans  | 3:53    |
| 12. | „Another Day”                              | Spiteri / McElhone                       | 3:41    |

## Miejsca na listach przebojów
| Lista                                | Pozycja |
| ------------------------------------ | ------- |
| UK (Official Charts Company)         | 5       |
| Francja (SNEP)                       | 5       |
| Niemcy (Offizielle Top 100)          | 25      |
| Holandia (Album Top 100)             | 88      |
| Szwecja (Sverigetopplistan)          | 28      |
| Szwajcaria (Schweizer Hitparade)     | 6       |
| Austria (Ö3 Austria Top 40 Longplay) | 46      |
| Belgia (Ultratop 50 Albums)          | 7       |
| Norwegia (VG–lista Topp 40 Album)    | 35      |
| Dania (Hitlisten)                    | 23      |

## Teledyski
| Tytuł               | Reżyser        |
| ------------------- | -------------- |
| Carnival Girl       | Jonas Åkerlund |
| I'll See It Through | Vaughan Arnell |

## Twórcy
Źródło

### Skład podstawowy
- Sharleen Spiteri – śpiew, gitara, instrumenty klawiszowe, pianino, chórki
- Johnny McElhone – bass, gitara, instrumenty klawiszowe
- Ally McErlaine – gitara
- Eddie Campbell – instrumenty klawiszowe, pianino
- Tony McGovern – gitara, chórki
- Neil Payne – perkusja

### Gościnnie
- Earl Harvin – perkusja (utwór 1)
- Trevor Horn – bass (utwór 1)
- Ian Broudie – gitara (utwór 2)
- Guy Chambers – gitara (utwór 2, 4, 5), pianino (utwór 4)
- Alison Lawrance, Cathy Marwood, Cheryl Crockett, David Pellier, Giorgia Boyd, Greg Lawson, Laura Ghiro, Liza Webb – skrzypce (utwór 4)

### Personel
- Realizacja nagrań – Texas
- Manager muzyczny – GR Management
- Miks – Ash Howes (utwór 1), Mark "Spike" Stent (utwór 2, 3, 4, 6, 11), Kenny Mac (utwór 5, 8, 9, 12), Ian Broudie (utwór 7), Ceri Evans (utwór 10)
- Programming – Johnny McElhone, Tony McGovern, Eddie Campbell
- Programming (instr. klawiszowe, perkusja) – Ceri Evans (utwór 11)
- Aranżacja skrzypiec – Cecilia Weston, Johnny McElhone, Eddie Campbell (utwór 4)
- Producent – Johnny Mac (utwór 1-12), Trevor Horn (utwór 1), Ian Broudie (utwór 2), Ceri Evans (utwór 11)
- Zdjęcia – Juergen Teller
- Okładka – Steven Baillie, Sam Wilson